# Warschez
Warschez (bulgarisch Вършец) ist eine bulgarische Stadt, Kurort im westlichen Teil des Balkangebirges (bulgarisch Западна Стара планина Zapadna Stara planina). Er liegt an der südöstlichen Grenze der Oblast Montana, unweit von Berkowiza. Die Stadt ist das administrative Zentrum der gleichnamigen Gemeinde, welche im Norden an die Gemeinde Kriwodol in der Oblast Wraza, im Osten an der Gemeinde Wraza, im Süden an die Gemeinde Swoge und im Westen an die Gemeinde Berkowiza grenzt.